# Calycomyza enceliae
Calycomyza enceliae este o specie de muște din genul Calycomyza, familia Agromyzidae, descrisă de Spencer în anul 1981.
Este endemică în California. Conform Catalogue of Life specia Calycomyza enceliae nu are subspecii cunoscute.